# An-Naszszabijja
An-Naszszabijja (arab. النشابية) – miasto w Syrii, w muhafazie Damaszek. W 2004 roku liczyło 11 053 mieszkańców.